# Charles Caulfield Hewitt
Charles Caulfield Hewitt, britanski general, * 1883, † 1949.